# Wildwasserrennsport-Weltmeisterschaften 2000
Die 22. Kanu-Wildwasserrennsport-Weltmeisterschaften fanden 2000 im französischen Treignac auf der Vézère statt. Damit kehrten die WWR-Weltmeisterschaften an den Ort zurück, wo sie 1959 ihre Premiere feierten.

## Nationenwertung Gesamt
| Platz  | Land        | Gold | Silber | Bronze | Gesamt |
| ------ | ----------- | ---- | ------ | ------ | ------ |
| 1      | Slowakei    | 2    | 1      | –      | 3      |
| 2      | Tschechien  | 2    | –      | –      | 2      |
| 3      | Frankreich  | 1    | 3      | 4      | 8      |
| 4      | Deutschland | 1    | 3      | 1      | 5      |
| 5      | Italien     | 1    | –      | 2      | 3      |
| 6      | Kroatien    | 1    | –      | –      | 1      |
| 7      | Slowenien   | –    | 1      | 1      | 2      |
| Gesamt | Gesamt      | 8    | 8      | 8      | 24     |

Im Einzelnen wurden folgende Ergebnisse erzielt.

## Einzelwettbewerbe

### Einer-Kajak Männer
| Platz | Sportler                     | Land        | Zeit          |
| ----- | ---------------------------- | ----------- | ------------- |
| 1     | Thomas Koelmann (Düsseldorf) | Deutschland | 16:25,49 Min. |
| 2     | Florian Wohlers (Hamburg)    | Deutschland | 16:26,80 Min. |
| 3     | Robert Pontarollo            | Italien     | 16:28,73 Min. |
| –     | –                            | –           | –             |
| 8     | Markus Gickler (Köln)        | Deutschland | 16:43,95 Min. |
| 15    | Johannes Wohlers (Hamburg)   | Deutschland | 16:53,11 Min. |

### Einer-Kajak Frauen
| Platz | Sportler                     | Land        | Zeit          |
| ----- | ---------------------------- | ----------- | ------------- |
| 1     | Michala Strnadova            | Tschechien  | 17:42,63 Min. |
| 2     | Magali Thiebaut              | Frankreich  | 17:43,10 Min. |
| 3     | Anne Blandine Crochet        | Frankreich  | 17:51,78 Min. |
| –     | –                            | –           | –             |
| 8     | Claudia Andree (Düsseldorf)  | Deutschland | 18:10,49 Min. |
| 10    | Gudrun Willscheid (Siegburg) | Deutschland | 18:17,02 Min. |
| 11    | Sabine Füßer (Siegburg)      | Deutschland | 18:27,13 Min. |
| 13    | Silke Kassner (Köln)         | Deutschland | 18:36,05 Min. |

### Einer-Canadier Männer
| Platz | Sportler                    | Land        | Zeit          |
| ----- | --------------------------- | ----------- | ------------- |
| 1     | Vladi Panato                | Italien     | 17:58,93 Min. |
| 2     | Stéphane Santamaria         | Frankreich  | 18:11,41 Min. |
| 3     | Mirko Spelli                | Italien     | 18:14,05 Min. |
| 4     | Stephan Stiefenhöfer (Köln) | Deutschland | 18:15,61 Min. |
| –     | –                           | –           | –             |
| 13    | Olaf Schwarz (Hamburg)      | Deutschland | 18:35,65 Min. |
| 19    | Ulrich Andree (Düsseldorf)  | Deutschland | 18:56,97 Min. |
| 20    | Eduardo Nieto               | Deutschland | 19:15,37 Min. |

### Zweier-Canadier Männer
| Platz | Sportler                                                 | Land        | Zeit          |
| ----- | -------------------------------------------------------- | ----------- | ------------- |
| 1     | Vladimir Vala / Jaroslav Slúčik                          | Slowakei    | 17:21,58 Min. |
| 2     | Jan Sutek / Stefan Grega                                 | Slowakei    | 17:34,22 Min. |
| 3     | Phillippe Aymard / Sebastien Pigeron                     | Frankreich  | 17:34,71 Min. |
| –     | –                                                        | –           | –             |
| 5     | Gregor Simon / Thomas Haas (Bonn)                        | Deutschland | 17:49,82 Min. |
| 7     | Christian Andree (Kanute) / Patrick Driesch (Düsseldorf) | Deutschland | 18:01,59 Min. |
| 8     | Andreas Dajek / Ulrich Knittel (Fulda)                   | Deutschland | 18:03,27 Min. |
| 9     | Lutz Fahlbusch / Ulrich Fahlbusch (Kassel)               | Deutschland | 18:07,56 Min. |

### Nationenwertung Classic-Einzel
| Platz  | Land        | Gold | Silber | Bronze | Gesamt |
| ------ | ----------- | ---- | ------ | ------ | ------ |
| 1      | Deutschland | 1    | 1      | –      | 2      |
|        | Slowakei    | 1    | 1      | –      | 2      |
| 3      | Italien     | 1    | –      | 2      | 3      |
| 4      | Tschechien  | 1    | –      | –      | 1      |
| 5      | Frankreich  | –    | 2      | 2      | 4      |
| Gesamt | Gesamt      | 4    | 4      | 4      | 12     |

## Teamwettbewerbe

### Kajak-Einer Männer
| Platz | Land        | Sportler                                           | Zeit          |
| ----- | ----------- | -------------------------------------------------- | ------------- |
| 1     | Tschechien  | Kamil Mruzek / Robert Knebel / Ales Marek          | 16:44,40 Min. |
| 2     | Deutschland | Florian Wohlers / Thomas Koelmann / Markus Gickler | 16:48,03 Min. |
| 3     | Frankreich  | Mikael Fargier / Boris Saunier / Maxime Clerin     | 16:48,79 Min. |

### Kajak-Einer Frauen
Dieses Rennen wurde aufgrund nur vier teilnehmender Mannschaften nicht als Weltmeisterschaftslauf gewertet.
| Platz | Land        | Sportler                                                   | Zeit          |
| ----- | ----------- | ---------------------------------------------------------- | ------------- |
| 1     | Frankreich  | Laurence Benezit / Anne Blandine Crochet / Magali Thiebaut | 18:14,05 Min. |
| 2     | Slowenien   | Anne Fleur Sautour / Lucka Cankar / Ziva Cankar            | 18:33,74 Min. |
| 3     | Deutschland | Claudia Andree / Gudrun Willscheid / Sabine Füßer          | 18:40,44 Min. |

### Einer-Canadier Männer
| Platz | Land        | Sportler                                                 | Zeit          |
| ----- | ----------- | -------------------------------------------------------- | ------------- |
| 1     | Kroatien    | Tomislav Hohnjec / Emil Milihram / Zeljko Petric         | 18:32,12 Min. |
| 2     | Frankreich  | Olivier Jacquemin / Stéphane Santamaria / Olivier Koskas | 18:37,06 Min. |
| 3     | Slowenien   | Borut Horvat / Simon Hocevar / Josko Kancler             | 18:51,36 Min  |
| 4     | Deutschland | Ulrich Andree / Stephan Stiefenhöfer / Olaf Schwarz      | 18:58,43 Min  |

### Zweier-Canadier Männer
Dieses Rennen wurde aufgrund nur drei teilnehmender Mannschaften nicht als Weltmeisterschaftslauf gewertet.
| Platz | Land        | Sportler                                                                                      | Zeit          |
| ----- | ----------- | --------------------------------------------------------------------------------------------- | ------------- |
| 1     | Slowakei    | Vala/Slúčik / Sutek/Grega / Soska/Soska                                                       | 18:15,07 Min. |
| 2     | Deutschland | Christian Andrée/Patrick Driesch / Lutz Fahlbusch/Ulrich Fahlbusch / Gregor Simon/Thomas Haas | 18:15,87 Min. |
| 3     | Frankreich  | Aymard/Pigeron / Pasturaux/Lanchais / Gautier/Laurent                                         | 18:31,18 Min. |

### Nationenwertung Classic-Mannschaft
| Platz  | Land        | Gold | Silber | Bronze | Gesamt |
| ------ | ----------- | ---- | ------ | ------ | ------ |
| 1      | Frankreich  | 1    | 1      | 2      | 4      |
| 2      | Kroatien    | 1    | –      | –      | 1      |
|        | Tschechien  | 1    | –      | –      | 1      |
|        | Slowakei    | 1    | –      | –      | 1      |
| 5      | Deutschland | –    | 2      | 1      | 3      |
| 6      | Slowenien   | –    | 1      | 1      | 2      |
| Gesamt | Gesamt      | 4    | 4      | 4      | 12     |